# 狐井城山古墳
狐井城山古墳（きついしろやまこふん）は、奈良県香芝市狐井・良福寺にある古墳。形状は前方後円墳。馬見古墳群（南群）を構成する古墳の1つ。史跡指定はされていない。

## 概要
奈良県西部、狐井集落の南の台地上に築造された大型前方後円墳である。中世-近世期に城砦として利用されて墳丘が改変を受けているほか、外堤・周濠部において発掘調査が実施されている。
墳形は前方後円形で、前方部を北方向に向ける。墳丘長は約140メートルを測り、香芝市では最大規模になる。墳丘外表では葺石・埴輪片（円筒埴輪・朝顔形埴輪）が出土している。墳丘周囲には周濠・外堤が巡らされる。埋葬施設は明らかでないが、古墳付近において刳抜式長持形石棺の破片が採集されており、本古墳における同棺の使用が推測される。副葬品も明らかでないが、墳丘くびれ部付近で滑石製子持勾玉1点が採集されている。
築造時期は、古墳時代中期-後期の5世紀末-6世紀初頭頃と推定される。被葬者は明らかでないが、当時としては大王墓級の規模の古墳になるため、葛下郡に営まれた顕宗天皇（第23代）・武烈天皇（第25代）のいずれかの真陵とする説が挙げられている。周辺で採集された石棺片は兵庫県加古川流域産の竜山石製であり、付近の二上山産凝灰岩製ではない点が当時の政治情勢を考察するうえで注意される。
なお、本古墳の北には狐井稲荷古墳が所在し、狐井城山古墳を顕宗天皇の「傍丘磐杯丘南陵」、狐井稲荷古墳を武烈天皇の「傍丘磐杯丘北陵」に比定する説が挙げられるほか、狐井稲荷古墳からは国内最大級の子持勾玉が発見された点でも注目される。

## 遺跡歴
- 中世-近世期、岡部氏（岡氏）が城砦（狐井塁）として使用[1][2]。
- 1970年（昭和45年）8月、初田川から石棺蓋石1点の発見（現在はふたかみ文化センター所在）[6]。
- 1981-1983年度（昭和56-58年度）、外堤改修工事に伴う発掘調査（奈良県立橿原考古学研究所）。
- 1985年度（昭和60年度）、外堤改修工事に伴う発掘調査（香芝町教育委員会、1986年に概要報告）。
- 1995年（平成7年）3月9日、ふたかみ文化センター所在の蓋石1点が香芝市指定有形文化財に指定[6]。

## 墳丘
墳丘の規模は次の通り。
- 墳丘長：約140メートル
- 後円部 直径：約90メートル
- 前方部 幅：約110メートル

墳丘周囲に巡らされる周濠は北側で約18メートルを測り、周濠外側の外堤は幅約18メートル・高さ4.5メートルを測る。

## 文化財

### 関連文化財

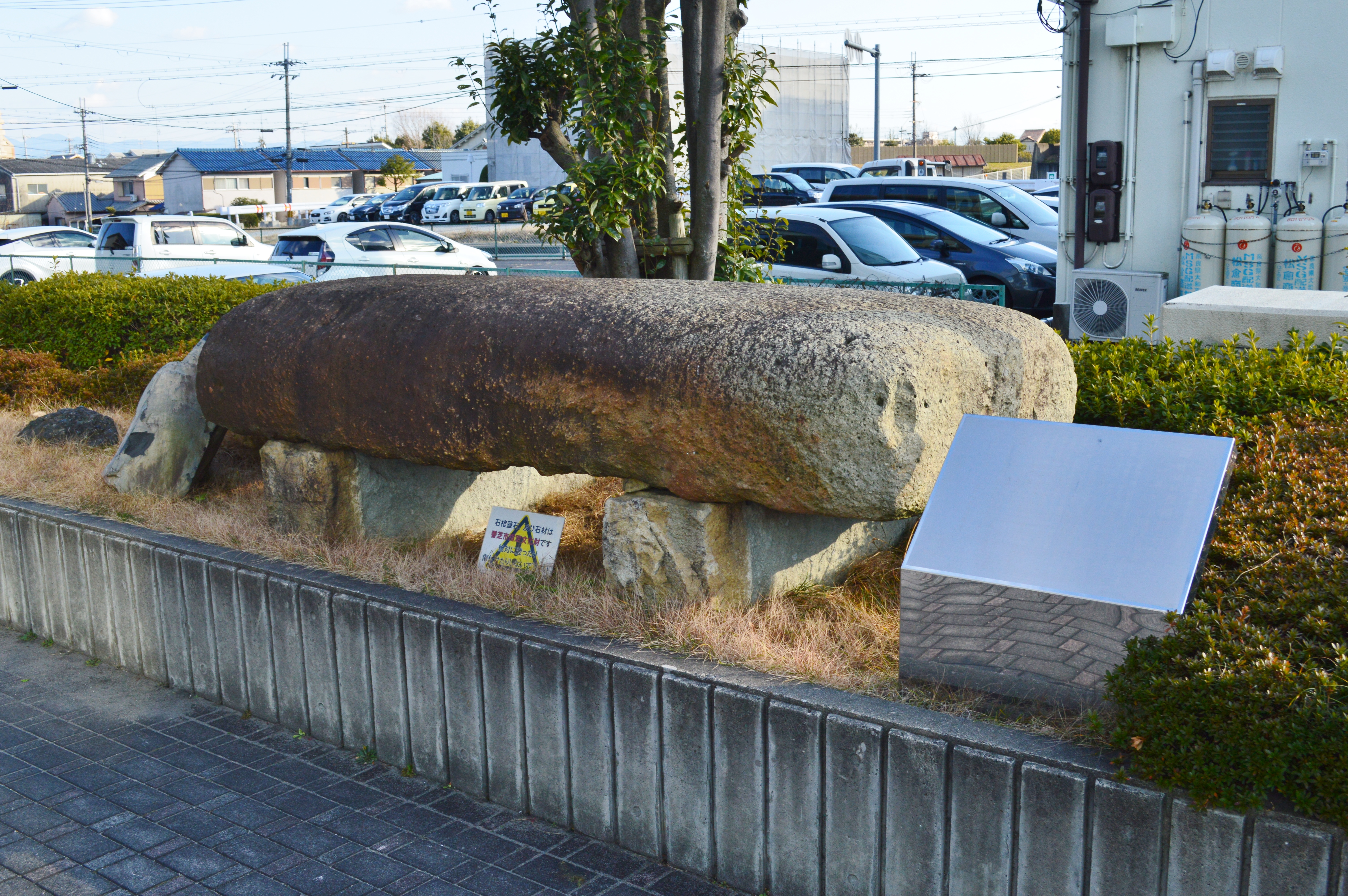
ふたかみ文化センター前の
刳抜式長持形石棺蓋石
（香芝市指定文化財）

- 刳抜式長持形石棺蓋石 1基
香芝市指定有形文化財（考古資料、市指定第8号）。ふたかみ文化センター前庭所在。
兵庫県加古川流域産の竜山石製[5]。長さ270.0センチメートルを測り、縄掛突起を付す。1970年（昭和45年）8月に初田川で発見された。狐井城山古墳での使用が推測される。1995年（平成7年）3月9日指定[6]。

なお周辺では、長持形石棺蓋石2基・石室天井石片1基（香芝市指定有形文化財（考古資料、市指定第16号）：天井石片は附指定）が1969年（昭和44年）に初田川から発見されたことが知られ、同石片は阿弥陀橋東詰北側に遺存する。

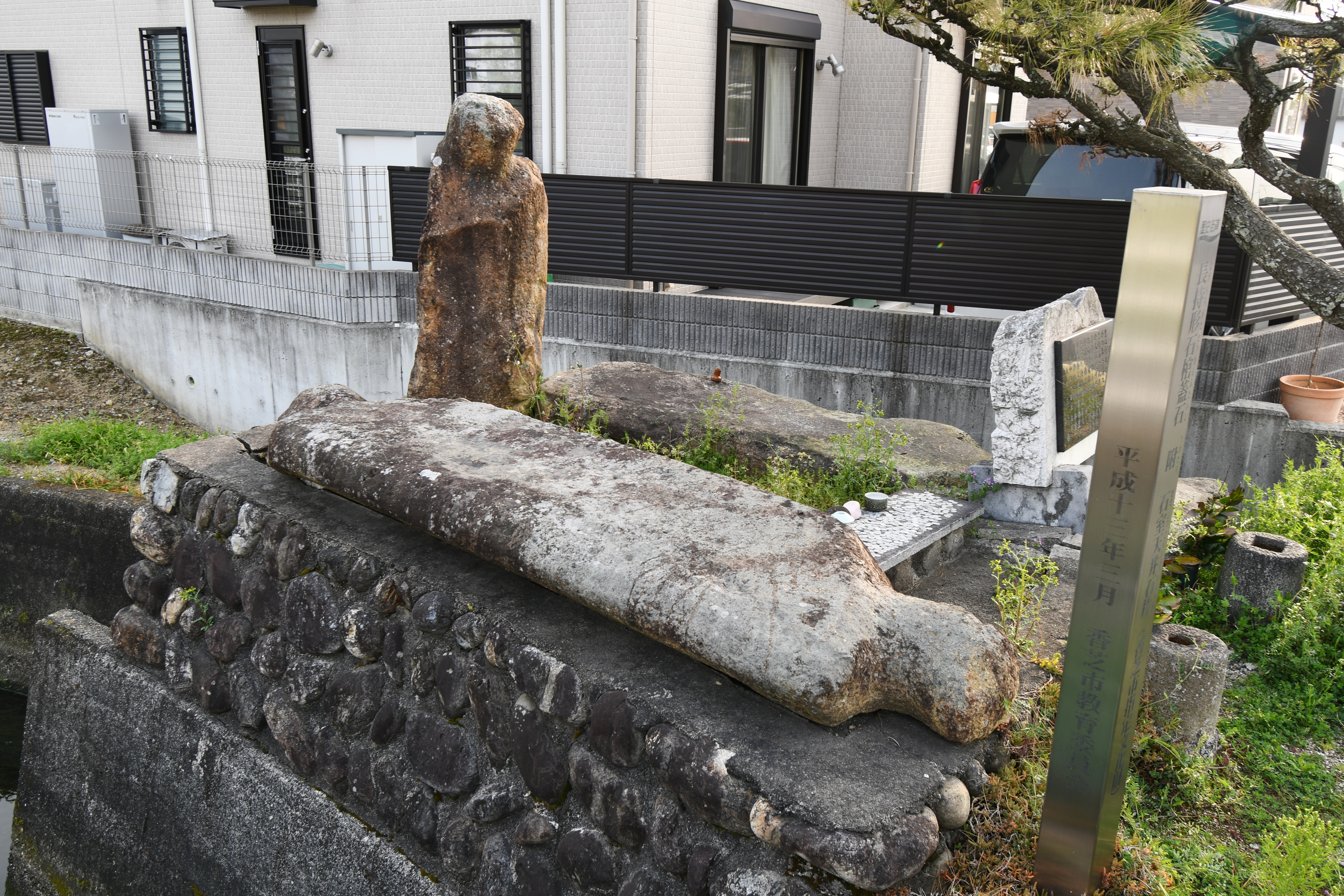
阿弥陀橋の長持形石棺蓋石・石室天井石（香芝市指定文化財）

## 関連文献
（記事執筆に使用していない関連文献）
- 奈良県立橿原考古学研究所 編『香芝町狐井城山古墳外堤試掘調査概報（2次）』香芝町教育委員会、1983年。
- 奈良県立橿原考古学研究所 編『香芝町狐井城山古墳第3次発掘調査概要』香芝町教育委員会、1984年。
- 『狐井城山古墳外堤 -昭和60年度第4次発掘調査概報-』香芝町教育委員会、1986年。
- 白石太一郎「葛城の二つの大王墓 -顕宗陵と武烈陵の問題-」『大阪府立近つ飛鳥博物館館報』14号、大阪府立近つ飛鳥博物館、2011年。
- 奥田尚「香芝市狐井城山古墳付近の石棺・石室材」『古代学研究』第208号、古代学研究会、2016年2月、43-49頁。
- 大平茂「子持勾玉の祭祀儀礼 -土師氏から三輪氏へ-」『大美和』第141号、大神神社、2021年7月1日、12-18頁。